# Fort Saint-Jean

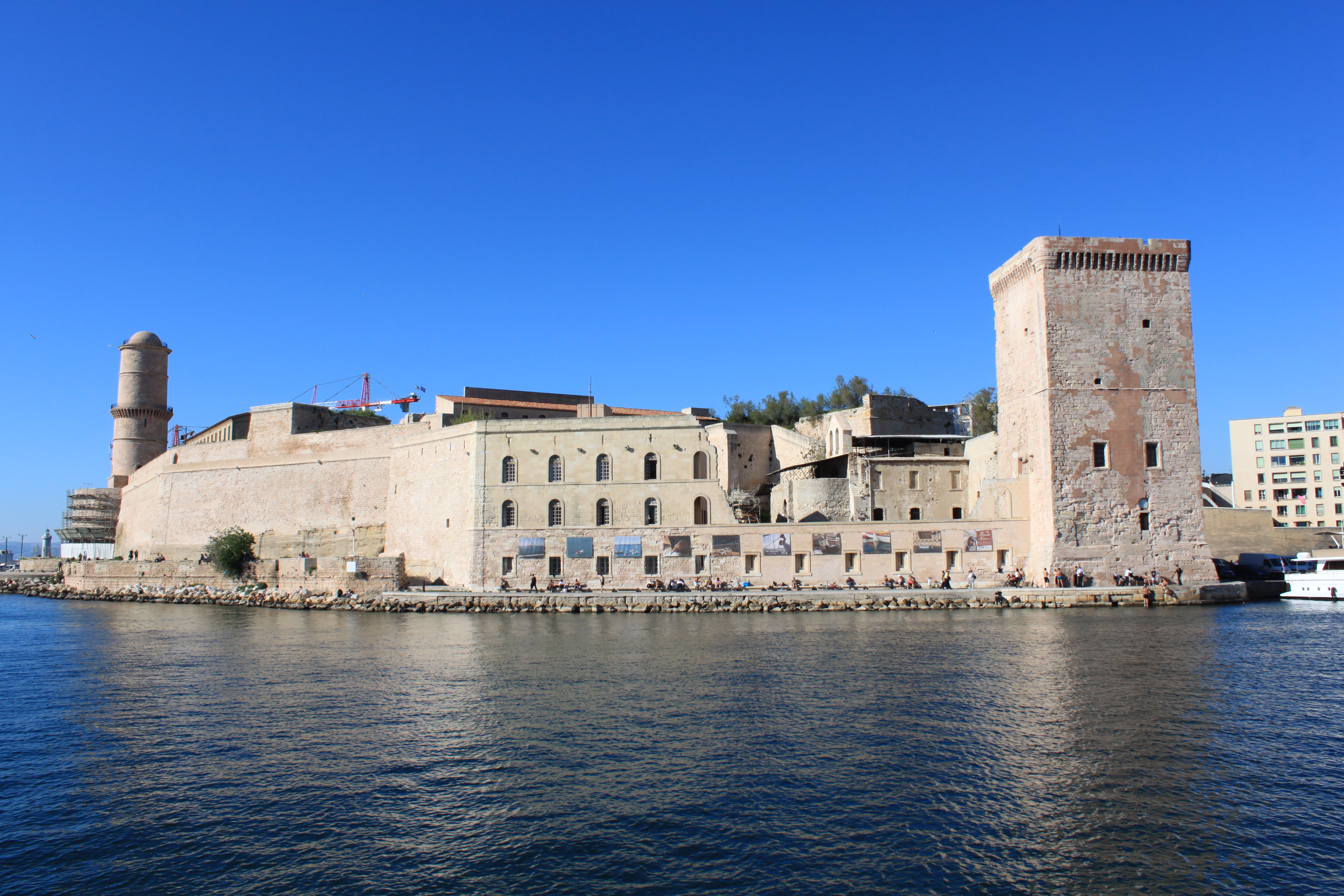
Fort Saint-Jean

Plan von Fort Saint-Jean. Legende:
1 Tour du Roi René (15. Jhd.),
2 Kapelle Saint-Jean,
3 Bâtiment moderne du DRASSM,
4 Place de la Partie Basse,
5 Escalier,
6 Galerie des Officiers,
7 Ruinen (Alte Kaserne),
8 Galerie de la montée des canons,
9 Bâtiment Georges Henri Rivière (ancienne caserne),
10 Tour du fanal,
11 Tracé de l'ancienne demi-lune,
12 Ancienne consigne sanitaire,
13 Mémorial des camps de la mort (ancien blochaus),
14 KircheSaint-Laurent

Fort Saint-Jean ist ein Fort in Marseille, das 1660 unter Ludwig XIV. am Eingang zum Alten Hafen gebaut wurde. Seit 2013 ist es durch zwei Fußgängerbrücken mit dem historischen Viertel Le Panier und dem Museum der Zivilisationen Europas und des Mittelmeers verbunden.

## Geschichte
Das Fort Saint-Jean wurde an einer Stelle erbaut, die vorher vom militärischen Zweig des Johanniterordens besetzt war, von dem das neue Gebäude seinen Namen erhielt. Auf der gegenüberliegenden Seite des Hafens wurde gleichzeitig das Fort Saint-Nicolas errichtet. Ludwig XIV. sagte zu seinem Bau: „Wir haben festgestellt, dass die Einwohner von Marseille sehr gern schöne Festungen besitzen. Wir wollten eine eigene am Eingang dieses großen Hafens haben.“ Tatsächlich wurden die beiden neuen Festungen eher als Reaktion auf einen lokalen Aufstand gegen den Gouverneur als zur Verteidigung der Stadt errichtet. Ihre Kanonen zeigten nach innen in Richtung Stadt, nicht nach außen in Richtung Meer. Zwei frühere Gebäude wurden in die Struktur des Forts einbezogen: die Kommende der Ritter des Johanniterordens von Jerusalem aus dem 12. Jahrhundert, die während der Kreuzzüge als klösterliches Hospital diente, und der Turm von René I., Graf der Provence, aus dem 15. Jahrhundert.
Während der Französischen Revolution, im April 1790, wurde Fort Saint-Jean von einem revolutionären Mob erobert, der den Chevalier de Beausse, den Kommandeur der königlichen Garnison, enthauptete, nachdem er sich geweigert hatte, die Festung zu übergeben. Anschließend wurde das Fort als Gefängnis genutzt, in dem Louis Philippe II., Herzog von Orléans, und zwei seiner Söhne untergebracht waren. Nach dem Sturz von Maximilien de Robespierre im Jahr 1794 wurden rund hundert jakobinische Gefangene in der Festung massakriert.
Im 19. und frühen 20. Jahrhundert befand sich Fort Saint-Jean im Besitz der französischen Armee, die es als Kaserne und Lazarett für die in den afrikanischen Kolonien eingesetzten Truppen nutzte. Während der Jahre, in denen die französische Fremdenlegion hauptsächlich in Nordafrika stationiert war (1830 bis 1962), war die Festung eine letzte Station für Rekruten der für die Grundausbildung in Algerien bestimmten Legion.
Während des Zweiten Weltkriegs wurde Fort Saint-Jean im November 1942 von der Deutschen Wehrmacht besetzt. Während der Befreiung von Marseille im August 1944 zerstörte die Explosion eines Munitionsdepots im Fort einen Großteil seiner historischen Zinnen und Gebäude. 
Danach war das Fort Saint-Jean wieder im Besitz der französischen Armee, wurde aber vernachlässigt und stillgelegt. 
1960 wurde es an das Kulturministerium übergeben und 1964 als historisches Denkmal eingestuft. Die beschädigten Teile wurden zwischen 1967 und 1971 rekonstruiert. 

Modell vom Fort Saint-Jean mit den Fußgängerbrücken

2013 wurde das Fort Saint-Jean Teil des Museums der Zivilisationen Europas und des Mittelmeers (MuCEM). 
Die Hauptgebäude des Komplexes sind:
- Der Turm von König René, der der Geschichte des Ortes gewidmet  ist.
- Das Gebäude DRASSM, das ein Dokumentationszentrum beherbergt.
- Das Gebäude Georges-Henri Rivière, in dem Wechselausstellungen stattfinden.

## Galerie von Fotos

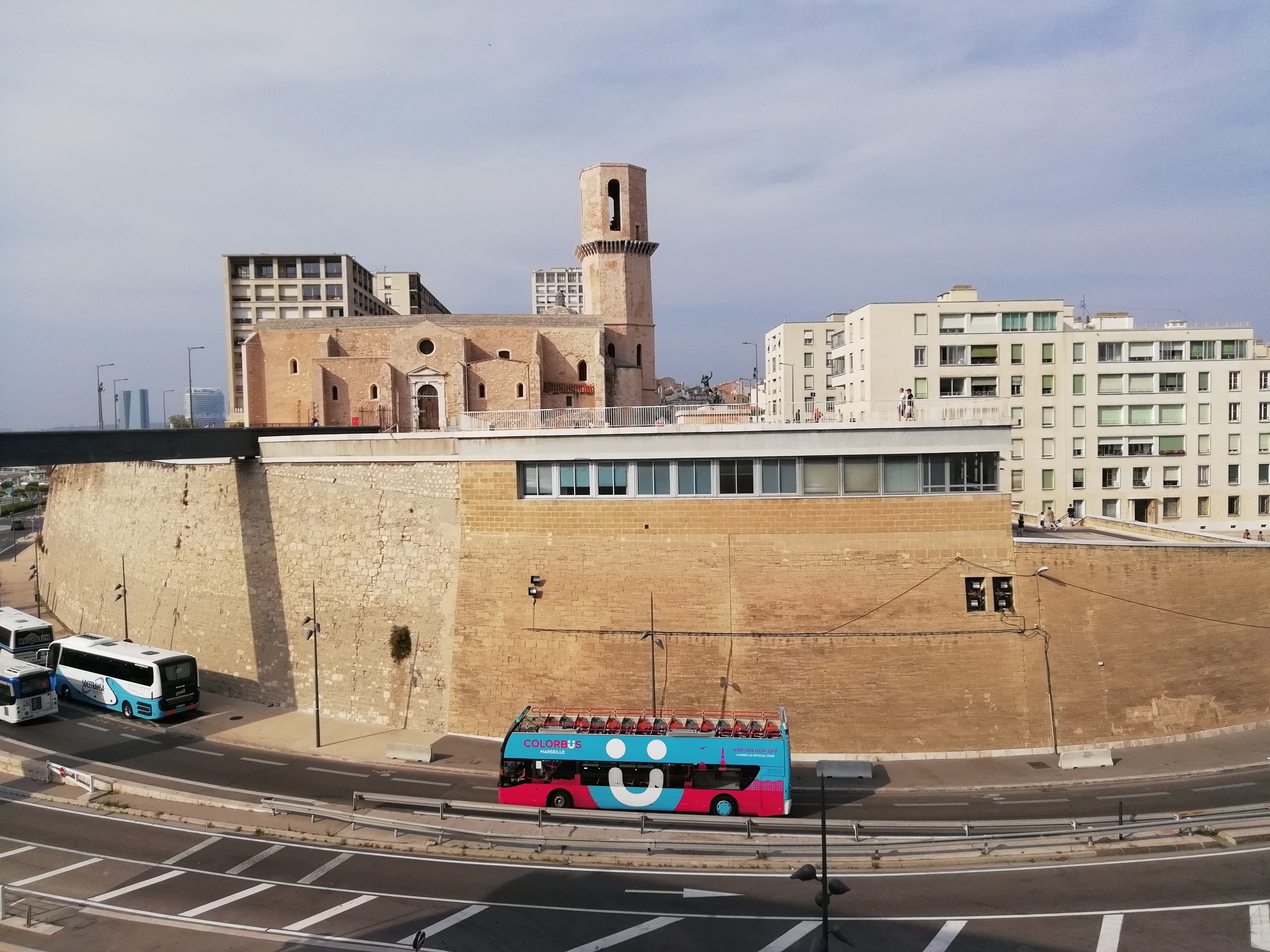
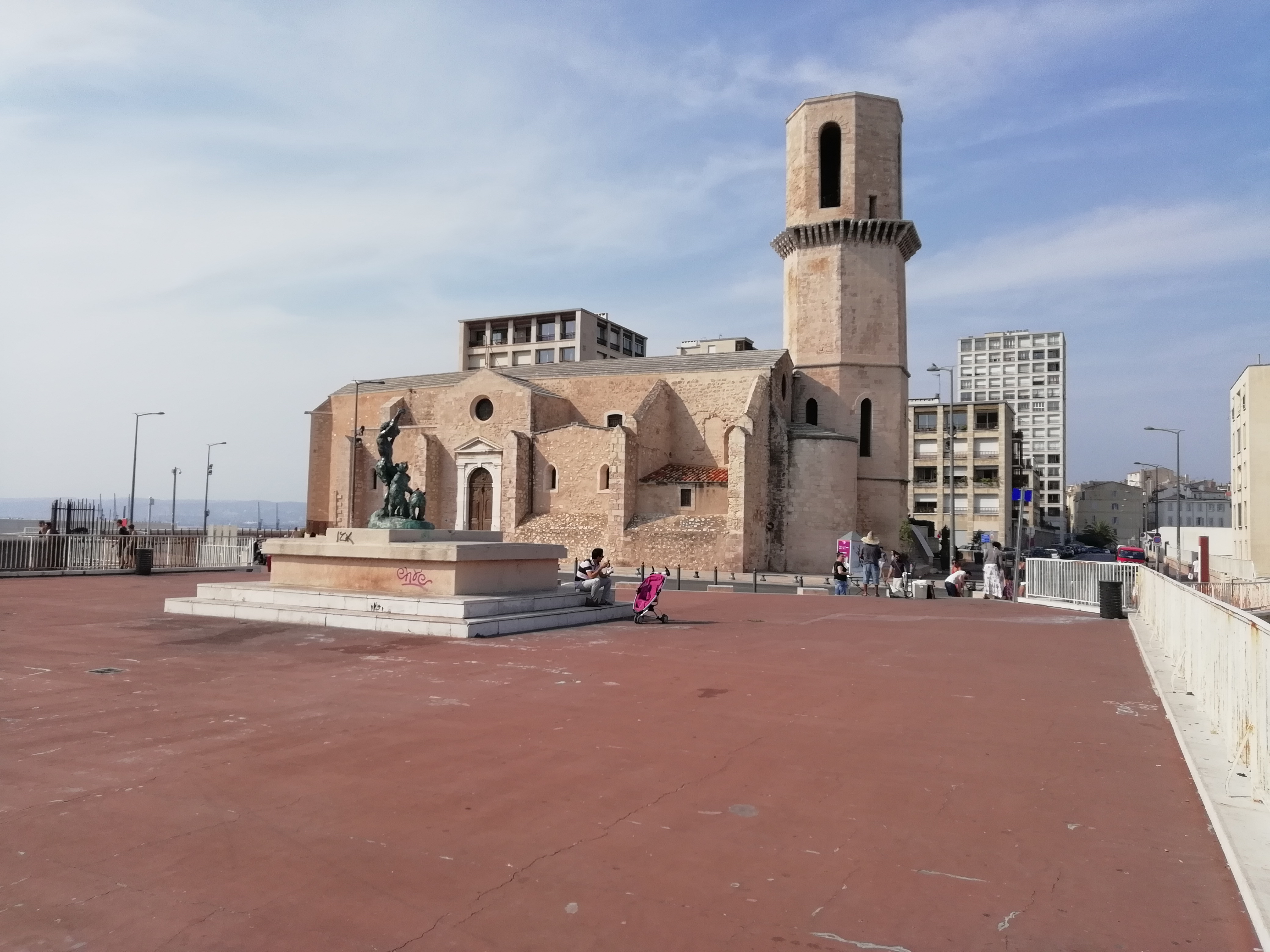
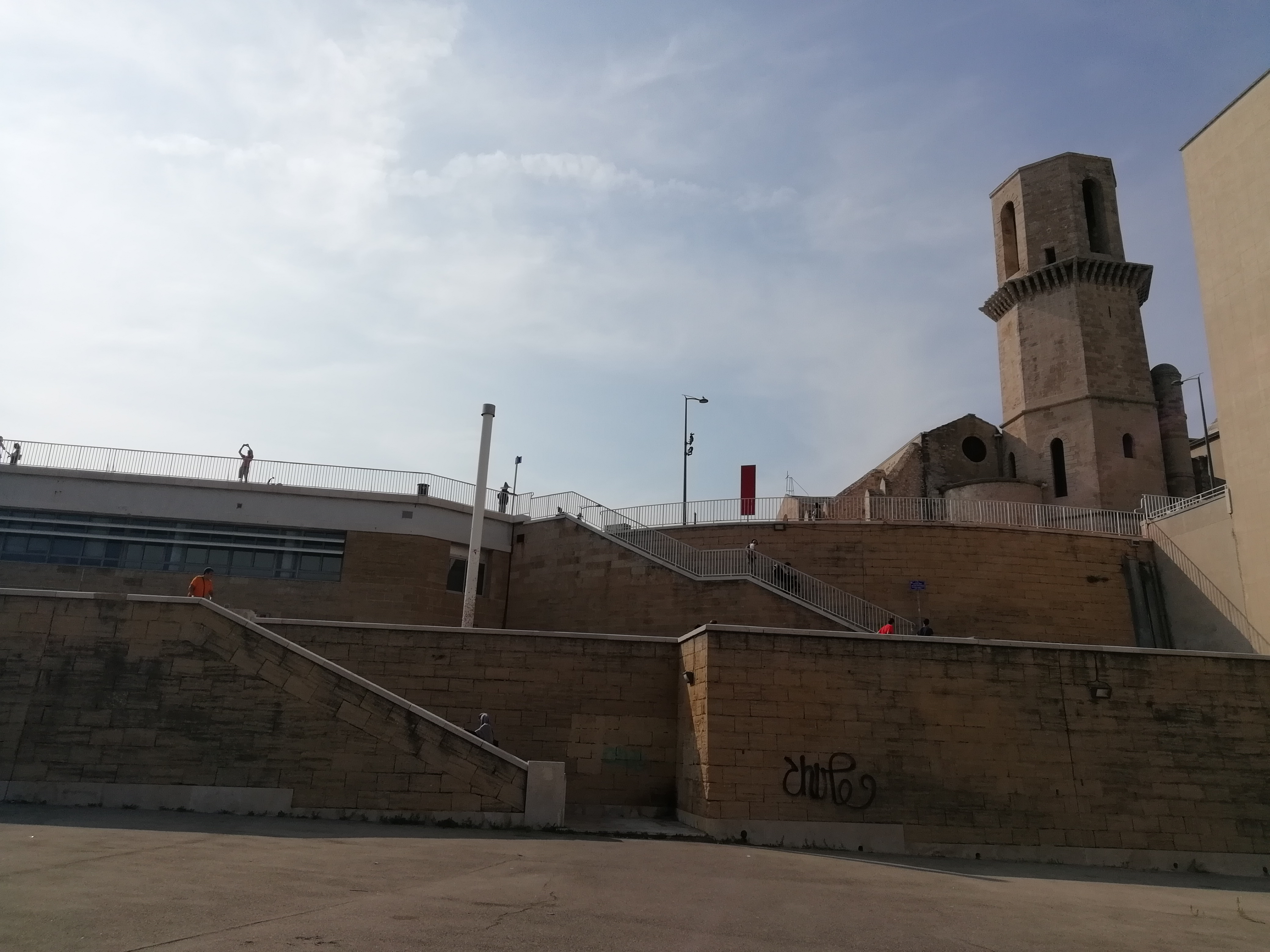